# Crisi de l'Antic Règim
La La crisi de l'antic règim i el procés revolucionari liberal és la conjuntura de canvis que van sorgir a l'Europa Occidental en el període dels aproximadament cent anys que va des de la publicació de la 
Enciclopèdia (1751) fins a les Revolucions de 1848.
Pot considerar-se com una crisi general i secular, perquè, malgrat no rebi el nom amb la xifra d'un segle (com la crisi del segle iii o del segle XIV) la generalització de les seves conseqüències va tenir un impacte evident en tota la civilització occidental. El fet que s'identifiqui amb els tres grans processos revolucionaris (revolució burgesa, Revolució Liberal, Revolució Industrial) afegeix alguna dificultat per ser catalogada com a una Crisi política. Eric Hobsbawm va anomenar a aquest períodeThe Age of Revolution.

## Extensió
El terme Antic Règim en sentit estricte només es pot usar per a França i estendre's als estats amb monarquies autoritàries o monarquies absolutes com Espanya i Portugal. A l'est d'Europa hi hauria imperis, però també van resultar afectats per aquesta crisi.